# Nowołazariewskaja
Nowołazariewskaja (ros. Новолазаревская) – rosyjska (pierwotnie radziecka) stacja polarna na Antarktydzie, w Oazie Schirmachera na Ziemi Królowej Maud. Na północy stacji ciągnie się lodowiec szelfowy, wpadający do Morza Łazariewa w odległości ok. 75 km od stacji.
Stacja Nowołazariewskaja została założona 18 stycznia 1961 roku przez szóstą radziecką ekspedycję naukową. Maksymalna liczba personelu latem wynosi 70 osób. Zimą pracuje tu około 30 osób. W pobliżu stacji znajduje się małe lądowisko dla samolotów.
Półtora kilometra od stacji znajdowała się wschodnioniemiecka stacja polarna Georg Forster.